# Paravur (Kollam)
Paravur (malabar: പരവൂർ) es una ciudad del estado indio de Kerala perteneciente al distrito de Kollam.
En 2011, el municipio que formaba la ciudad tenía una población de 43 739 habitantes. Es la sede administrativa del taluk de la capital distrital Kollam.
Tiene su origen en la localidad de Pozhikara, actualmente un barrio costero antiguo de Paravur, que desde el siglo XII fue un importante puerto de comercio internacional. En Pozhikara se conservan monumentos históricos como sus antiguas fortaleza, oficina de correos y puesto de policía. Por su importancia comercial, una de las principales cecas de Travancore se ubicaba en Paravur.
Se ubica en un área costera y lacustre en la periferia suroriental de la capital distrital Kollam.

## Clima
| Parámetros climáticos promedio de Paravur | Parámetros climáticos promedio de Paravur | Parámetros climáticos promedio de Paravur | Parámetros climáticos promedio de Paravur | Parámetros climáticos promedio de Paravur | Parámetros climáticos promedio de Paravur | Parámetros climáticos promedio de Paravur | Parámetros climáticos promedio de Paravur | Parámetros climáticos promedio de Paravur | Parámetros climáticos promedio de Paravur | Parámetros climáticos promedio de Paravur | Parámetros climáticos promedio de Paravur | Parámetros climáticos promedio de Paravur | Parámetros climáticos promedio de Paravur |
| Mes                                       | Ene.                                      | Feb.                                      | Mar.                                      | Abr.                                      | May.                                      | Jun.                                      | Jul.                                      | Ago.                                      | Sep.                                      | Oct.                                      | Nov.                                      | Dic.                                      | Anual                                     |
| ----------------------------------------- | ----------------------------------------- | ----------------------------------------- | ----------------------------------------- | ----------------------------------------- | ----------------------------------------- | ----------------------------------------- | ----------------------------------------- | ----------------------------------------- | ----------------------------------------- | ----------------------------------------- | ----------------------------------------- | ----------------------------------------- | ----------------------------------------- |
| Temp. máx. media (°C)                     | 30.2                                      | 30.9                                      | 31.9                                      | 31.9                                      | 31.4                                      | 29.2                                      | 28.8                                      | 29.1                                      | 29.4                                      | 29.5                                      | 29.3                                      | 29.6                                      | 30.1                                      |
| Temp. media (°C)                          | 26.4                                      | 27.1                                      | 28.2                                      | 28.6                                      | 28.3                                      | 26.5                                      | 26.1                                      | 26.4                                      | 26.6                                      | 26.6                                      | 26.4                                      | 26.1                                      | 26.9                                      |
| Temp. mín. media (°C)                     | 22.6                                      | 23.3                                      | 24.6                                      | 25.4                                      | 25.3                                      | 23.9                                      | 23.5                                      | 23.7                                      | 23.8                                      | 23.8                                      | 23.5                                      | 22.7                                      | 23.8                                      |
| Fuente: Climate-Data.org                  |                                           |                                           |                                           |                                           |                                           |                                           |                                           |                                           |                                           |                                           |                                           |                                           |                                           |